# Paraxanthobasis tibialis
Paraxanthobasis tibialis là một loài ruồi trong họ Tachinidae.